# Spaladium Arena
La Spladium Arena è un'arena coperta multifunzione di Spalato.

## Storia
- Nel 2009 ha ospitato la fase a gironi del Campionato mondiale maschile di pallamano.
- Nel 2012 ha ospitato il Campionato europeo di calcio a 5.
- Nel 2022 ha ospitato il Campionato europeo di pallanuoto maschile e femminile.